# Ціп

Ціп в експозиції краєзнавчого музею Тетяни і Омеляна Антоновичів «Бойківщина», м. Долина

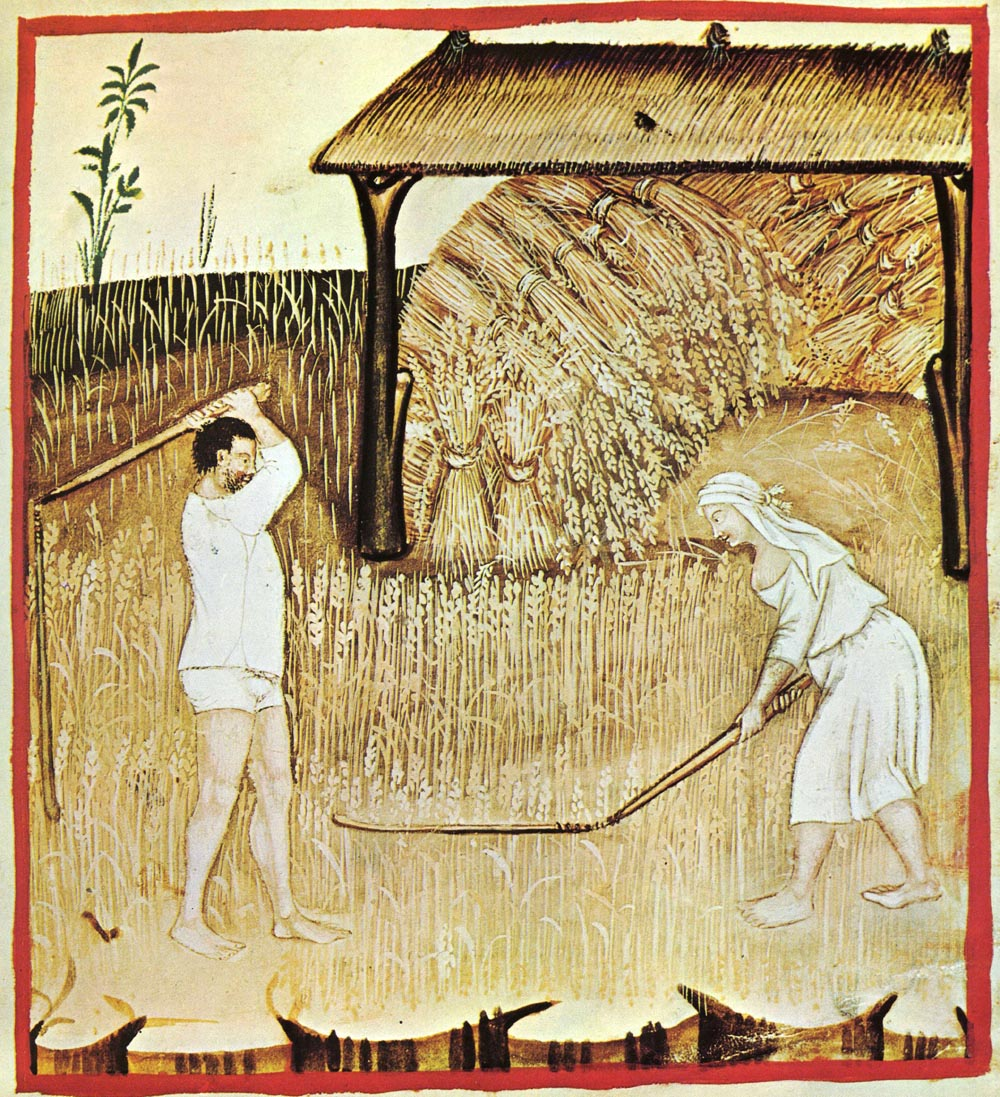
Молотьба ціпами зібраного врожаю. Мініатюра з трактату Tacuinum Sanitatis, XIV століття

Ціп (зменшена форма — «ціпо́к») — примітивне знаряддя для обмолоту.
Словом «ціпок» також називають посох, палицю.
Походження прасл. *cěpъ неясне: його порівнюють з грец. σκίπων ("скіпон" — «палиця», «патериця»), лат. scipio («палиця», «ціпок») і scindo («ріжу», «кремсаю», «відділяю»). Крім того, воно може бути пов'язане з дієсловом *čepiti («щепити») і цеп («ланцюг»).

## У господарстві
Ціп як правило, складається з таких деталей: 
- ціпи́лно[9] (заст. ціпильно, ціпильна, ціпило)[10], також держак, ручка — держак до 2 м завдовжки;
- бияк (бич)[11][12], також билень, цілень — коротша робоча частина, довжиною близько 110 см;
- ка́пиця (у́в'язь, діал. свірка)[13][14][15] — короткий ланцюжок або ремінь, що з'єднує ціпилно з бияком. Шкіряна капиця також називалася ву́голов (за аналогією з наголовачем-«вуголовом» вуздечки) і складалася з двох вилиць, що охоплювали кінці ціпилна й бияка, та ремінника́ у вигляді кільця, яке з'єднувало їх[16]. Існували також варіанти ціпів з ціпилном і бияком однакової довжини (схожі на японські нунчаку), а також ціпи з кількох ланок.

## Інші застосування
Ціпи слуговали селянам примітивним засобом самооборони, існував навіть різновид холодної зброї — бойовий ціп. Від ціпів для обмолоту рису, як вважається, ведуть своє походження й нунтяку (нунчаку).
Крім того, знаряддя — аналог ціпа використовувалося для дроблення руд. Ось як це описує в книзі 8 праці «De Re Metallica» Георг Агрікола (1556 р.):
| ... робітники кидають шматки руди на круглий, щільно вимощений дуже твердим каменем майданчик, і дроблять їх залізними знаряддями, за своїм виглядом схожими на кувалди, а за призначенням – близькими до ціпів. Ці знаряддя мають довжину 1 фут, ширину 1 долоню, палець в товщину; посередині в них зроблений, як у кувалді, отвір, в який вставлена дерев'яна рукоять, не надто товста, але довжиною 3½ фута, щоб внаслідок її більшого прогинання від ваги бойка робітники могли міцніше вдаряти по шматках руди. Широкою стороною цього залізного знаряддя робочі товчуть руду таким самим чином, як молотять зерно на току гладкими дерев'яними ціпами (бияками), навішеними на держаки. |

## У культурі

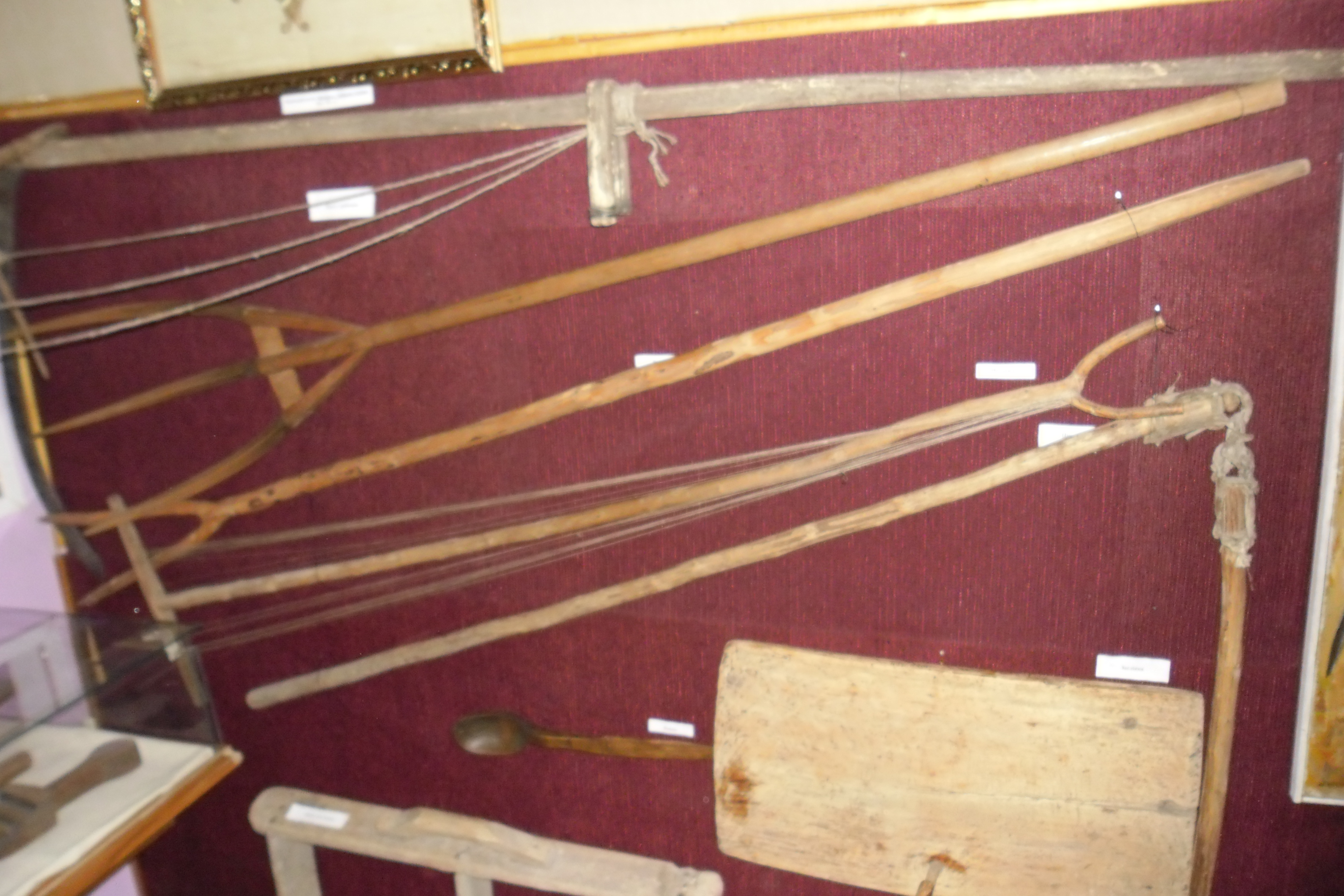
Сільськогосподарські знаряддя праці: коса, ціп, вила тощо.

У «Слові о полку Ігоревім» ціпи (з означенням «харалужні», тобто булатні) символізують зброю: На Немизѣ снопы стелютъ головами, молотятъ чѣпи харалужными, на тоцѣ животъ кладутъ, вѣютъ душу отъ тѣла («На Немізі снопи стелють головами, молотять ціпами харалужними, на тоці життя кладуть, віють душу од тіла»).

### Прислів'я, приказки
- Доки на току ціп, доти на столі хліб
- Ціп та коса годують
- Бодай ніхто не діждав ціпом заробляти
- Ціпом силу міряй, а не гульнею
- За ціп та на тік
- Брехати — не ціпом махати[18]
- З бороною по воду поїхав, а з ціпом рибу вудить

### Мовні звороти
- Ціпи в'язати — сваритися[2]
- Ціпом їхати — їхати двома кіньми, з яких один великий, другий маленький[2]

### Інше
- «Ціпов'яз» — прізвисько селянина[19].
- Ґирлиґа і ціп — символи скотарства і рільництва в Стародавньому Єгипті